# Torri del Benaco
Torri del Benaco là một đô thị ở tỉnh Verona trong vùng Veneto của Ý, có cự ly khoảng 130 km về phía tây của Venice và khoảng 30 km về phía tây bắc của Verona. Tại thời điểm ngày 31 tháng 12 năm 2004, đô thị này có dân số 2.793 người và diện tích là 51,4 km².
Đô thị Torri del Benaco có các frazioni (đơn vị trực thuộc, chủ yếu là các làng) Albisano and Pai.
Torri del Benaco giáp các đô thị: Brenzone, Costermano, Garda, Gardone Riviera, Gargnano, Salò, San Felice del Benaco, San Zeno di Montagna và Toscolano-Maderno.